# 81-mm-Mortar M1
Der mittlere Mörser M1 im Kaliber 81 mm war ein amerikanisches Vorderlader-Steilfeuergeschütz mit Glattrohr zur indirekten Feuerunterstützung für leichte Infanterie-, Luftangriffs- und Luftlandeeinheiten im Bereich der ganzen Frontbreite eines Bataillons.

## Geschichte
Der Mörser M1 basierte auf dem Mörser Brandt Mle 27/31 der französischen Armee, dessen Entwurf von Edgar Brandt stammte, einem französischen Waffeningenieur. Zeitgleich zum M1 wurde der 60-mm-Mörser M2 entwickelt, um eine leichtgewichtige Alternative der Feuerunterstützung auf der Ebene der Kompanie zur Verfügung zu stellen. Die Mörser M1 und M2 wurden von der U.S. Army im Zweiten Weltkrieg und bis in die 1950er-Jahre eingesetzt.
Der Nachfolger des M1, der M29, wurde 1952 in die U.S. Army eingeführt und ersetzte den M1 vornehmlich aus dem Grund, dass er leichter und seine Reichweite größer war.